# 寺社
寺社（じしゃ）是日本的佛寺和神社的總稱。也稱作社寺（しゃじ）或神社佛閣（じんじゃ ぶっかく）。
「寺社」是江戶時代為止佛主神從思想的產物，另一方面，「社寺」在平安時代就開始使用，主要是神社優先的思想，多用在明治以降。兩者都是信仰的對象，在明治的神佛分離令以前，無特別區分。

## 關連項目
- 神佛習合
- 寺社勢力（日语：寺社勢力）
- 寺社奉行
- 廢佛毀釋
- 寺廟（漢語圈的類似稱呼）